# Asamblea General de Virginia
La Asamblea General de Virginia (en inglés: Virginia General Assembly) es la legislatura estatal (órgano encargado del Poder legislativo) del estado de Virginia, en Estados Unidos. Es el cuerpo legislativo continuo más antiguo del continente americano (Nuevo Mundo), establecido el 30 de julio de 1619. La Asamblea General es un organismo bicameral que consta de una cámara baja, la Cámara de Delegados de Virginia, con 100 miembros, y una cámara alta, el Senado de Virginia, con 40 miembros. En conjunto, la Asamblea General consta de 140 representantes electos de un número igual de distritos constituyentes en todo el estado. La Cámara de Delegados está presidida por el presidente de la Cámara, mientras que el Senado está presidido por el Vicegobernador de Virginia . La Cámara y el Senado eligen cada uno un secretario y un sargento de armas . El secretario del Senado de Virginia es conocido como el "Secretario del Senado" (en lugar de como el " Secretario del Senado ", el título utilizado por el Senado de los Estados Unidos).
Después de las elecciones de 2019, el Partido Demócrata obtuvo la mayoría de escaños tanto en la Cámara como en el Senado por primera vez desde 1996. Tomaron posesión de su cargo el 8 de enero de 2020 al inicio de la 161.ª sesión .

## Sede
La Asamblea General se reúne en Richmond, la capital de Virginia. Cuando se sienta en Richmond, la Asamblea General celebra sesiones en el Capitolio del Estado de Virginia, diseñado por Thomas Jefferson en 1788 y ampliado en 1904. Durante la guerra civil estadounidense, el edificio fue utilizado como capital de los Estados Confederados de América, albergando el Congreso de los Estados Confederados . El edificio fue renovado entre 2005 y 2006. Los senadores y delegados tienen sus oficinas en el edificio de la Asamblea General al otro lado de la calle directamente al norte del Capitolio. El gobernador de Virginia vive al otro lado de la calle directamente al este del Capitolio, en la Mansión Ejecutiva de Virginia .

## Historia
La Asamblea General de Virginia se describe como "el organismo legislativo continuo más antiguo del Nuevo Mundo". Su existencia data de su establecimiento en Jamestown el 30 de julio de 1619, por instrucciones de la Compañía de Virginia de Londres al nuevo gobernador Sir George Yeardley . Inicialmente era un cuerpo unicameral compuesto por el Gobernador y el Consejo de Estado designados por la Compañía, más 22 burgueses elegidos por los asentamientos y Jamestown. La Asamblea se convirtió en bicameral en 1642 tras la formación de la Casa de los Burgueses . En varias ocasiones se le pudo haber llamado la Gran Asamblea de Virginia. La Asamblea General se reunió en Jamestown desde 1619 hasta 1699, cuando se trasladó por primera vez al College of William & Mary cerca de Williamsburg, Virginia, y desde 1705 se reunió en el edificio colonial del Capitolio. Se convirtió en la Asamblea General en 1776 con la ratificación de la Constitución de Virginia . El gobierno se trasladó a Richmond en 1780 durante la administración del gobernador Thomas Jefferson .

## Salario y calificaciones
El salario anual de los senadores es de 18.000 dólares, mientras que el de los delegados es de $ 17,640. 
Según la Constitución de Virginia, los senadores y delegados deben tener 21 años de edad al momento de la elección, ser residentes del distrito que representan y estar calificados para votar por los miembros de la Asamblea General. Según la Constitución, "el senador o delegado que traslade su residencia del distrito por el que es elegido, dejará vacante su cargo".
La constitución del estado especifica que la Asamblea General se reunirá anualmente, y su sesión regular tiene una duración máxima de 60 días en los años pares y 30 días en los años impares, a menos que sea prorrogada por dos tercios de los votos de ambas cámaras. El gobernador de Virginia podrá convocar un período extraordinario de sesiones de la Asamblea General "cuando, en su opinión, el interés del Commonwealth lo requiera" y debe convocar un período extraordinario de sesiones "a solicitud de dos tercios de los miembros elegidos para cada cámara". .

## Reforma de redistribución de distritos
El artículo II, sección 6 sobre reparto establece: "Los miembros del (...) Senado y la Cámara de Delegados de la Asamblea General serán elegidos de los distritos electorales establecidos por la Asamblea General. Todo distrito electoral se compondrá de un territorio contiguo y compacto y estará constituido de modo que dé, en la medida de lo posible, una representación proporcional a la población del distrito "  La Coalición de Redistribución de Distritos de Virginia propone una comisión independiente o una comisión bipartidista que no esté polarizada. Las organizaciones miembros incluyen la Liga de Mujeres Votantes de Virginia, AARP de Virginia, OneVirginia2021, la Cámara de Comercio de Virginia y Virginia Organizing . La Comisión Asesora Bipartidista Independiente sobre Redistribución de Distritos del Gobernador Bob McDonnell para la Commonwealth de Virginia hizo su informe el 1 de abril de 2011. Hizo dos recomendaciones para cada cámara legislativa estatal que mostraban mapas de distritos más compactos y contiguos que los adoptados por la Asamblea General. Sin embargo, no se tomó ninguna medida después de la publicación del informe.

En enero de 2015, la senadora estatal republicana Jill Holtzman Vogel de Winchester y la senadora estatal demócrata Louise Lucas de Portsmouth patrocinaron una resolución conjunta del Senado para establecer criterios adicionales para la Comisión de Redistribución de Distritos de Virginia de cuatro miembros identificados de partidos políticos y otros tres funcionarios públicos independientes. Los criterios comenzaron respetando los límites políticos existentes, como ciudades y pueblos, condados y distritos magisteriales, distritos electorales y distritos electorales. Los distritos deben establecerse sobre la base de la población, de conformidad con las leyes federales y estatales y los casos judiciales, incluidos los que tratan de la equidad racial. El territorio debe ser contiguo y compacto, sin límites de formas extrañas. La comisión tiene prohibido utilizar datos políticos o resultados electorales para favorecer a un partido político o al titular. Aprobó con una mayoría de dos tercios de 27 a 12 en el Senado, y luego fue remitida a un comité en la Cámara de Delegados.
En 2015, en Vesilind v. En la Junta de Elecciones del Estado de Virginia en un tribunal estatal de Virginia, los demandantes intentaron anular la redistribución de distritos de la Asamblea General en cinco distritos de la Cámara de Delegados y seis distritos del Senado estatal por violaciones de las Constituciones de Virginia y de EE.UU".
En 2020, antes de la redistribución de distritos de 2020, una enmienda constitucional trasladó el poder de redistribución de distritos a una comisión compuesta por ocho legisladores, cuatro de cada partido y ocho ciudadanos. La enmienda fue aprobada con todos los condados y ciudades que apoyaron la medida, excepto Arlington .